# Cassagnoles (Gard)
Cassagnoles – miejscowość i gmina we Francji, w regionie Oksytania, w departamencie Gard.
Według danych na rok 1990 gminę zamieszkiwało 219 osób, a gęstość zaludnienia wynosiła 42 osoby/km² (wśród 1545 gmin Langwedocji-Roussillon Cassagnoles plasuje się na 693. miejscu pod względem liczby ludności, natomiast pod względem powierzchni na miejscu 1005.).